# Izaline Calister

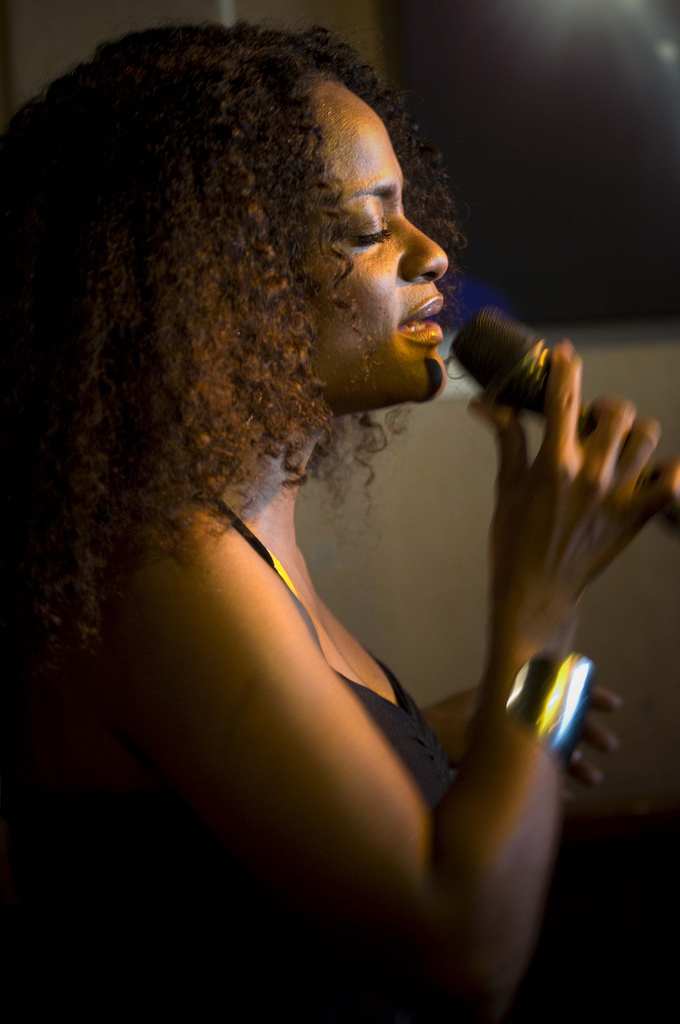
Izaline Calister

Izaline Francisca Juanita Calister (* 9. März 1969 auf Curaçao, Niederländische Antillen) ist eine niederländische Sängerin, Komponistin und Songwriterin.

## Leben und Wirken
Izaline Calister wuchs auf Curaçao auf und besuchte dort das College. 1987 ging sie in die Niederlande, wo sie zunächst in Groningen Verwaltungsökonomie und danach am Prins Claus Conservatorium Musik studierte.
Nach Engagements in mehreren Latin-Jazz-Ensembles wurde sie als Nachfolgerin von Angélique Kidjo in das Projekt Pili Pili von Jasper van’t Hof aufgenommen. Später sang sie auch bei weiteren Gruppen, so Ende der 1990er Jahre bei der deutschen Gruppe Dissidenten, mit der sie das Album Live in Europe aufnahm.
2000 erschien ihr erstes Solo-Album Soño di un muhé (Traum einer Frau). In ihren Kompositionen kombiniert sie die rhythmusbetonte Musik ihrer Heimat wie Tambú, Ritmo Kombina, Tumba und Muzik di Zumbi mit Elementen des Jazz. In einem Interview gab sie an, besonders von den Künstlern Richard Bona, Dianne Reeves, Cassandra Wilson und Elis Regina inspiriert worden zu sein. Sie singt in ihrer Muttersprache Papiamentu.
Im Jahr 2007 drehte Miluska Rosalina den Dokumentarfilm Izaline Calister: Lady Sings the Tambú.
Izaline Calister lebt in Groningen.

## Diskografie
Alben
- 2000: Soño di un muhé. (Eazy C Productions)
- 2002: Mariposa. (Eazy C Productions)
- 2004: Krioyo. (Network)
- 2006: Kanta Hélele. (Network)

Beteiligungen
- 1995: Pili Pili: Dance Jazz live. (Jaro Records)
- 1998: Dissidenten: Live in Europe. (Exil Musik)
- 1998: Grupo Zamanakitoki: Wiseguy. (Toki Productions)
- 2000: Trio Cross Currents: Sunú. (A-Records)
- 2000: Jamesz: Fatuh. (Fatuh 66 Productions)
- 2002: Frits Landesbergen & Jeroen de Rijk: First Moves featuring Jimmy Haslip, Izaline Calister
- 2003: Randal Corsen: Evolushon (A-Records)
- 2003: Izaline Calister, Leoni Jansen u. a.: She got game 2. (Brigadoon vocal / Idol Media)
- 2003: Made in Holland: A Tribute to Diversity. (MIH)
- 2008: Dire Dawa: Minyeshu. (Munich)
- 2008: Music of the Americas 08: Americas Society.
- 2008: Anders: Gerard van Maasakkers. (C-U-P)